# Octávio Moraes
Octávio Sérgio da Costa Moraes (9. juli 1923 - 19. oktober 2009) var en brasiliansk fodboldspiller (angriber). Han spillede fire kampe og scorede ét mål for det brasilianske landshold. Han var en del af truppen der vandt guld ved det sydamerikanske mesterskab i 1949. Her spillede han tre af brasilianernes syv kampe i turneringen, og scorede sit enlige landskampsmål i åbningskampen mod Ecuador.

## Titler
Sydamerikansk mesterskab
- 1949 med Brasilien